# Conrad Cedercrantz
Otto Conrad Waldemar Cedercrantz, född 22 oktober 1854 på Kulltorp i Tuna socken i Småland, död 25 augusti 1932 i Stuttgart i Tyskland, var en svensk jurist, riksdagsman och landshövding.

## Biografi
Cedercrantz föddes på egendomen Kulltorp i Tuna socken som son till löjtnanten Hjalmar Otto Cedercrantz. År 1880 avlade han juris utriusque kandidatexamen vid Uppsala universitet och 1882 utnämndes han till vice häradshövding. År 1884 blev Cedercrantz fiskal vid Svea hovrätt. 1886 adjungerad ledamot samt 1888 ordinarie notarie i hovrätten. År 1890 utnämndes han plötsligt till kammarherre. Bakgrunden var att Oscar II blivit anmodad av Tysklands, Storbritanniens och Förenta staternas regeringar att utse en överdomare på Samoaörna. Valet hade fallit på Cedercrantz, som före sitt utnämnande behövde en förbättring av sin karriär. 3 oktober 1890 utnämndes han till Chief Justice of Samoa. Han lär ha verkat för att skydda Samoaborna från övergrepp, där amerikanerna var värst, men han avgick redan efter tre år. Under sin frånvaro hade han i hemlandet befordrats till assessor, och blev vid hemkomsten 1894 tillförordnad revisionssekreterare. Redan 1895 utnämndes han till ledamot av den blandade skiljedomstolen i Egypten, varifrån han 1900 hemkom för att tillträda befattningen som landshövding på Gotland.
Cedercrantz var landshövding i Gotlands län 1901–1903 och landshövding i Kalmar län 1903–1917. Han var därtill ledamot av Första kammaren för Kalmar läns norra valkrets 1904–1918 (tillhörande Första kammarens moderata parti 1908 och Första kammarens nationella parti 1912–1918).
I äktenskapet med Elisabet Siöcrona föddes sonen Bror Cedercrantz som skänkte föremål från sin fars tid på Samoa till Etnografiska museet i Stockholm.

## Utmärkelser
- Kommendör med stora korset av Nordstjärneorden, 6 juni 1911.[5]
- Riddare av första klassen av Vasaorden, 1890.[6]
- Storkorset av Rumänska Stjärnans orden, tidigast 1918 och senast 1921.[7][8]
- Storofficer av Franska Hederslegionen, tidigast 1925 och senast 1928.[9][10]
- Tredje klassen av Osmanska rikets Osmanié-orden, senast 1915.[11]